# Килаим
Кила́им (ивр. כלאיים‎ — «гибриды», «смеси») — в иудаизме — три вида запретов смешивания, связанные с растениями, животными и одеждой. Основания для этих запретов имеются в Торе (Лев. 19:19, Втор. 22:9—11) и подробно рассматриваются в одноименном трактате Мишны. Еврейские мыслители выдвигали различные обоснования этих запретов, обычно подчеркивая, что они означают нарушение миропорядка, изначально созданного Всевышним.

## Килаим растений
Килаим растений включает в себя три частных запрета: килаим в винограднике, килаим деревьев и килаим посевов.

### Килаим в винограднике
Запрещается сеять злаки рядом с виноградником, если расстояние от них до одиночного виноградного куста меньше чем 6 «тфахи́м» («те́фах» — ширина ладони, то есть на один локоть — 48 сантиметров). Если же вместе растут пять кустов винограда, образуя две параллельные линии, то это уже настоящий виноградник, и от него посевы следует удалить на 4 локтя (примерно на 2 метра). Однако если виноградник окружен оградой высотой не менее 10 тфахим (около 1 метра), то посевы по ту сторону ограды не нужно отдалять — ограда служит достаточным разделением между несовместимыми растениями. При нарушении этого запрета становится запретным всe (и «урожай посева, который посеешь, и плоды виноградника»). В Земле Израильской запрет нарушается, если около виноградника посеяли хотя бы одно растение иного вида, за её пределами — если посеяли два вида других растений (к примеру, два вида злаков или один злак и один вид овощей).

### Килаим деревьев
Запрещается скрещивать различные виды плодовых деревьев. К примеру, прививать ветвь яблони к этрогу или, наоборот. Даже ветку культурной яблони к яблоне лесной, так же прививать нельзя. Еврею, хозяину дерева, запрещается нанимать нееврея, чтобы тот привил его дерево. Если все же дерево было привито, то запрещается еврею оставлять это дерево в своем владении, но разрешается пользоваться его плодами, а также взять ветвь с этого дерева и высадить её в другом месте.

### Килаим посевов
Запрещается сеять рядом различные виды злаков и овощей. Расстояние, которое надо оставлять между ними, зависит от многих факторов: от способа посадки или от формы участков, засеянных разными растениями, поэтому владелец поля или огорода должен обратиться за указаниями к раввину. Этот запрет действует только на территории Земли Израильской.

## Килаим животных
Килаим животных включает в себя два частных запрета: запрет случать самца и самку животных и птиц разных видов и запрет совершать любую работу, используя одновременно животных (или птиц) разных видов.

### Запрет случать животных разных видов
Запрещается случать самца и самку животных (в том числе домашних) и птиц разных видов. Запрещено создавать ситуацию, при которой возможно их спаривание, и поэтому не разрешается привязывать рядом животных и птиц разных видов. Мул (результат скрещивания осла и кобылы) и лошак (отпрыск жеребца и ослицы) считаются животными разных видов и потому их запрещается привязывать рядом. Однако разрешено ставить мула рядом с мулом и лошака — рядом с лошаком. При этом, если все же случка произошла и родилось новое животное, не запрещается его использование.

### Запрет одновременно работать на двух животных разной породы
Запрещается совершать любую работу, используя одновременно животных разных видов. Так, нельзя пахать одновременно на быке и лошади или впрягать их вместе в телегу. Даже если животных разных видов одновременно только понукают голосом, это считается нарушением запрета. Поэтому если нееврей везёт груз, принадлежащий еврею, на двух животных различных видов, еврею запрещается идти рядом с телегой, так как вполне вероятно, что он начнет понукать животных, чтобы они шли быстрее. Запрещено не только управлять, но даже просто сидеть на повозке, которую тянут животные различных видов. Если повозку везет одно животное, запрещается привязывать рядом животное другого вида, даже собаку.

## Килаим в одежде (шаатнез)
Запрещается носить одежду, сотканную из льна и шерсти. Запрет относится только к овечьей шерсти и не распространяется на другие виды шерсти. Нарушением этого запрета считается не только соединение льна и шерсти в процессе изготовления ткани, но и сшивание вместе кусков льняной и шерстяной ткани, даже если нитки хлопчатобумажные, шелковые или синтетические. Свивание вместе льняных и шерстяных ниток или спрессовывание их вместе при изготовлении войлока также запрещено. Запрещается соединять льняную и шерстяную одежды застежкой или просто иголкой без нитки, а также надевать льняные и шерстяные носки один на другой.
Моше бен Маймон считал, что даже если между льняной и шерстяной частями одежды вшит другой вид ткани (или, например, кожа), то, согласно букве закона, это считается нарушением запрета.
Одежду, в которой есть шаатнез, запрещается надевать вообще. Это касается даже того случая, когда хотят накрыться той частью одежды, в которой шаатнеза нет.
Еврею-портному разрешается шить одежду из шаатнеза для нееврея, но запрещается в процессе шитья использовать шаатнез для себя — например, положить его на колени, чтобы согреть их. Продавцы одежды в принципе имеют право надеть одежду, в которой есть шаатнез, чтобы продемонстрировать её покупателю или просто таким образом доставить её в нужное место. Однако они не должны извлекать при этом никакой пользы, например защититься от дождя или холода.
Запрещено сидеть на шаатнезе. Поэтому мягкие сиденья, подбитые войлоком, диванные подушки и прочее, необходимо проверять на наличие в них шаатнеза. Даже если десять подстилок положены одна на другую, и в самой нижней из них есть шаатнез, сидеть на них запрещается.

## Основания для запрета килаим
Установления Мои соблюдайте; скота твоего не своди с другой породой; поля твоего не засевай зерном разнородным, и одежда из смешанной ткани — шерстяной и льняной — да не покрывает тебя. (Ваикра, 19:19).
Не засевай виноградника твоего семенами разнородными, чтобы не стали запретными урожай посева, который посеешь, и плоды виноградника. Не паши на быке и осле вместе. Не надевай одежды из смешанной ткани — из шерсти и льна вместе. (Дварим, 22:9-11]).
По мнению Исраэля Лау (главный раввин Тель-Авива, в 1993—2003 годах — главный ашкеназский раввин Израиля), в общем смысле запрет килаим охраняет от нарушения природные границы, созданные при Сотворении мира. Творец предостерегает этим запретом от смешения различных видов. В рассказе о Сотворении мира многократно подчеркивается, что различные творения ограничены каждый своим видом: «плодовые деревья по их видам», «трава, производящая семена своих видов», «живые существа по их видам», «животные по их видам», а затем сказано: «И увидел Бог, что это — хорошо». Этим дается понять, что в глазах Всевышнего сохранение растениями и животными своих видов есть благо.
Запрет работать сразу на двух животных разной породы основывается на том, что это причиняет страдание этим животным, что также запрещено Торой. Бык, например, лучше всего работает на равнине, в то время как ослу легче работать на склоне гор. Поэтому если пашут на быке и осле вместе, это ведет к нарушению равновесия сил работающих животных, изнуряет их и доставляет им лишние мучения.
Запрет шаатнеза восходит к первой в истории человечества борьбе между Каином и Авелем — борьбе, ставшей прецедентом многочисленных войн, принесших человечеству страшные несчастья. Каин, как известно, был земледельцем, а Авель — пастухом. И вот, запрещая носить одежду, сотканную из шерсти и льна вместе, Тора предостерегает против вражды между пастухами и земледельцами, которая может стать причиной братоубийственных войн. Однако, любые рациональные объяснения запрета килаим неполные, и потому нельзя ограничиваться ими.